# Schneiderspitze
La Schneiderspitze est une montagne culminant à 2 156 m d'altitude dans les Alpes de Stubai.

## Géographie
La Schneiderspitze se situe dans le chaînon du Kalkkögel. Au nord se trouve l'Ampferstein. Au nord et à l'ouest, la Schneiderspitze fait face avec d'imposantes parois rocheuses à Axamer Lizum.

## Ascension
Le sommet peut être atteint facilement par l'escalade, soit à partir de Lizumer Kar à l'ouest,  soit à l'est, de Halsl, le col entre le l'Ampferstein et la Nockspitze.
L'ascension au départ d'Axamer Lizum par le Halsl se fait en une heure et demie à pied.